# Associació UNESCO per al Diàleg Interreligiós
L'Associació UNESCO per al Diàleg Interreligiós i Interconviccional (AUDIR) és una entitat independent i aconfessional catalana que aspira a promoure el diàleg interreligiós i interconviccional. El 2015 fou guardonada amb la cinquena edició del Memorial Cassià Just per la seva tasca de coordinació i promoció d'entitats locals amb el mateix objectiu, la seva dimensió inclusiva i el paper de les dones en la seva tasca. En el marc de la seva col·laboració amb entitats d'altres territoris que persegueixen el mateix objectiu, el 2004 impulsà el Parlament de les Religions del Món celebrat a Barcelona i l'any següent va iniciar el procés que desembocaria en la creació de la Xarxa Catalana d'Entitats de Diàleg Interreligiós, amb presència arreu dels Països Catalans. El 2007 va crear la Xarxa Internacional sobre Religions i Mediació en Zones Urbanes que encara coordina.
Altres projectes que duu a terme són la Nit de les Religions de Barcelona, la coordinació de grups de diàleg interreligiós i interconviccional a diversos municipis catalans, la promoció de la diversitat i diàleg a presons, la Coral Interreligiosa per la Pau, el Calendari Interreligiós, formació en diversitat religiosa i conviccional i diàleg per a professionals i voluntaris que treballen en la gestió de la diversitat cultural, assessorament a entitats, organitzacions i empreses amb diversitat cultural i suport a les persones que ofereixen atenció religiosa al final de la vida. L'organització diposa d'un important i actiu grup de joves interreligiós, AUDIR Jove, d'un grup de treball sobre dones i religions, i d'un grup interreligiós sobre crisi climàtica.